# Katrin Pahlitzsch
Katrin Pahlitzsch (* 1963 in Leipzig) ist eine ehemalige deutsche Volleyball- und Beachvolleyballspielerin.

## Werdegang
Pahlitzsch studierte wie ihre ältere Schwester Beate Paetow an der Deutschen Hochschule für Körperkultur. Die beiden Schwestern spielten beim Erstligisten SC Leipzig, hernach beim Zweitligisten Universität Leipzig. Nach der Öffnung der DDR-Grenze wechselte die Zuspielerin 1990 zum Bundesligisten VG Alstertal-Harksheide. Im Januar 1991 traf sie in einem Bundesligaspiel erstmals gegen ihre beim Hamburger SV spielende Schwester an.
1991 schloss sich Pahlitzsch dem Zweitligaaufsteiger TV Fischbek an, 1993 wechselte zur VG Alstertal-Harksheide und damit in die Bundesliga zurück. Im Beachvolleyball bestritt sie Turniere im Gespann mit ihrer Schwester Beate Paetow.